# Родионов, Василий Николаевич
Василий Николаевич Родионов (род. 31 января 1948, Москва) — российский физик-теоретик, доктор физико-математических наук, профессор геолого-разведочной академии в Москве. Бывший член КПСС.

## Биография
Окончил МГУ имени Ломоносова в 1974 и включился в группу профессора И. М. Тернова в которой исследовал проблемы квантовой электродинамики сильного поля и слабых взаимодействий в сильных внешних полях. В 1981—1987 годах преподавал на физическом факультете Московского Университета, был заместителем декана по курсу. В 1983 защитил докторскую диссертацию на физическом факультете Московского Университета. В 1987 перешёл на работу в должности профессора по кафедре физике в Геологоразведочной Академии (г. Москва). Член-корреспондент РАЕН, член президиума Российского физического общества, член координационного Совета Евразийского физического Общества.

## Научная деятельность и интересы
Автор многочисленных публикаций по вопросам квантовой электродинамики с сильным полем а также по теории слабого распада в сильных внешних электромагнитных полях. Автор монографии:
- И. М. Тернов, В. Р. Халилов, В. Н. Родионов, Взаимодействие заряженных частиц с сильным электромагнтным полем, Издательство Московского университета, 1982

Впоследствии сотрудничал с профессором В. Г. Кадышевским по проблемам разработки геометрического подхода к стандартной модели. В 1987 году был лектором Всесоюзной научной школы молодых учёных «Квантовые частицы в интенсивных полях», состоявшейся в Кишиневе